# Marianne Stone
Marianne Stone (n. 23 august 1922, Londra, Regatul Unit al Marii Britanii și Irlandei – d. 21 decembrie 2009, Londra, Anglia, Regatul Unit) a fost o actriță engleză care a apărut în numeroase filme între anii 1940 și 1980. Ea a jucat de obicei roluri de femei din clasa muncitoare, cum ar fi chelnerițe, secretare și servitoare și este probabil cel mai cunoscută pentru rolul ei din seria de filme de comedie Carry On⁠(d).